# One Bay East

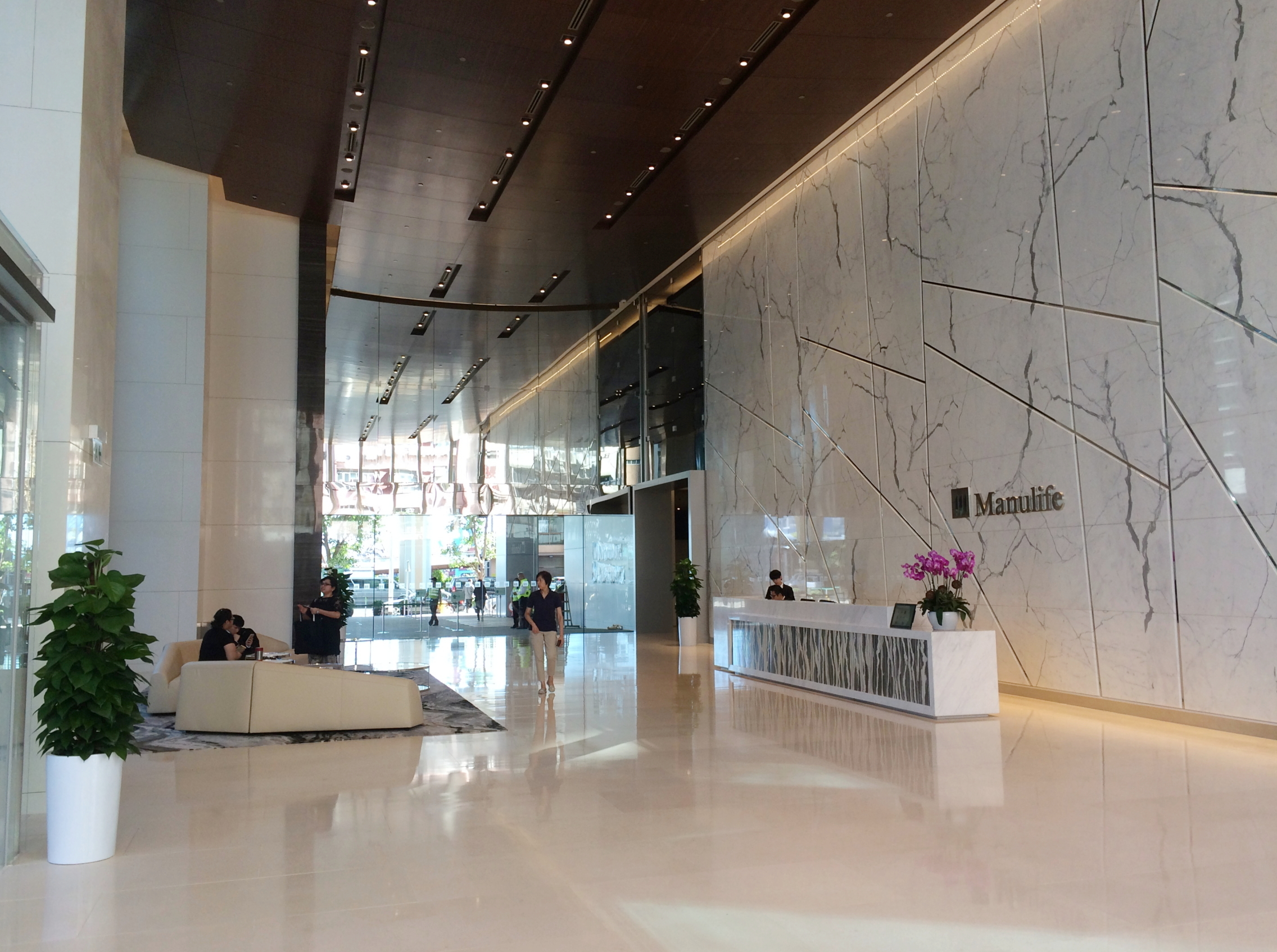
宏利大樓地下大堂

One Bay East是位於香港牛頭角海濱道83號的寫字樓項目，與海濱匯、香港綠景NEO大廈及宏利廣場同期興建，分為東座（花旗大樓）及西座（宏利大樓）兩座，樓高21層，由會德豐地產發展、王董建築師事務設計、協興建築承建的商廈，於2015年3月落成，10月啟用。二樓設有面積逾10,000平方呎的綠化平台花園，為商廈租戶提供休憩空間。
2011年，會德豐以約35.28億港元投得位於海濱道的商業用地。
2013年4月10日，宏利金融旗下「宏利人壽保險（國際）有限公司」以45億港元購入One Bay East西座全幢，為當時九龍區歷來最大宗全幢高廈成交。One Bay East西座落成後命名為Manulife Tower（「宏利大樓」），主要為業務員及後勤人員提供辦公室（但核心部門仍設於區內的宏利金融中心）。
2014年6月，花旗集團以54.25億港元購入One Bay East東座全幢，平均呎價約10,596港元，較2013年西座售價高出超過兩成，打破香港單一最貴商廈買賣紀錄。東西兩座皆由全球最大的商業房地產服務及投資公司世邦魏理仕負責處理交易。花旗集團需要為此交易繳稅約4.6億港元。One Bay East東座落成後命名為Citi Tower（「花旗大樓」），成為花旗銀行（香港）總行大樓（其中11樓為匯款部），亦是首間將地區總部設於牛頭角新核心商業區的銀行。

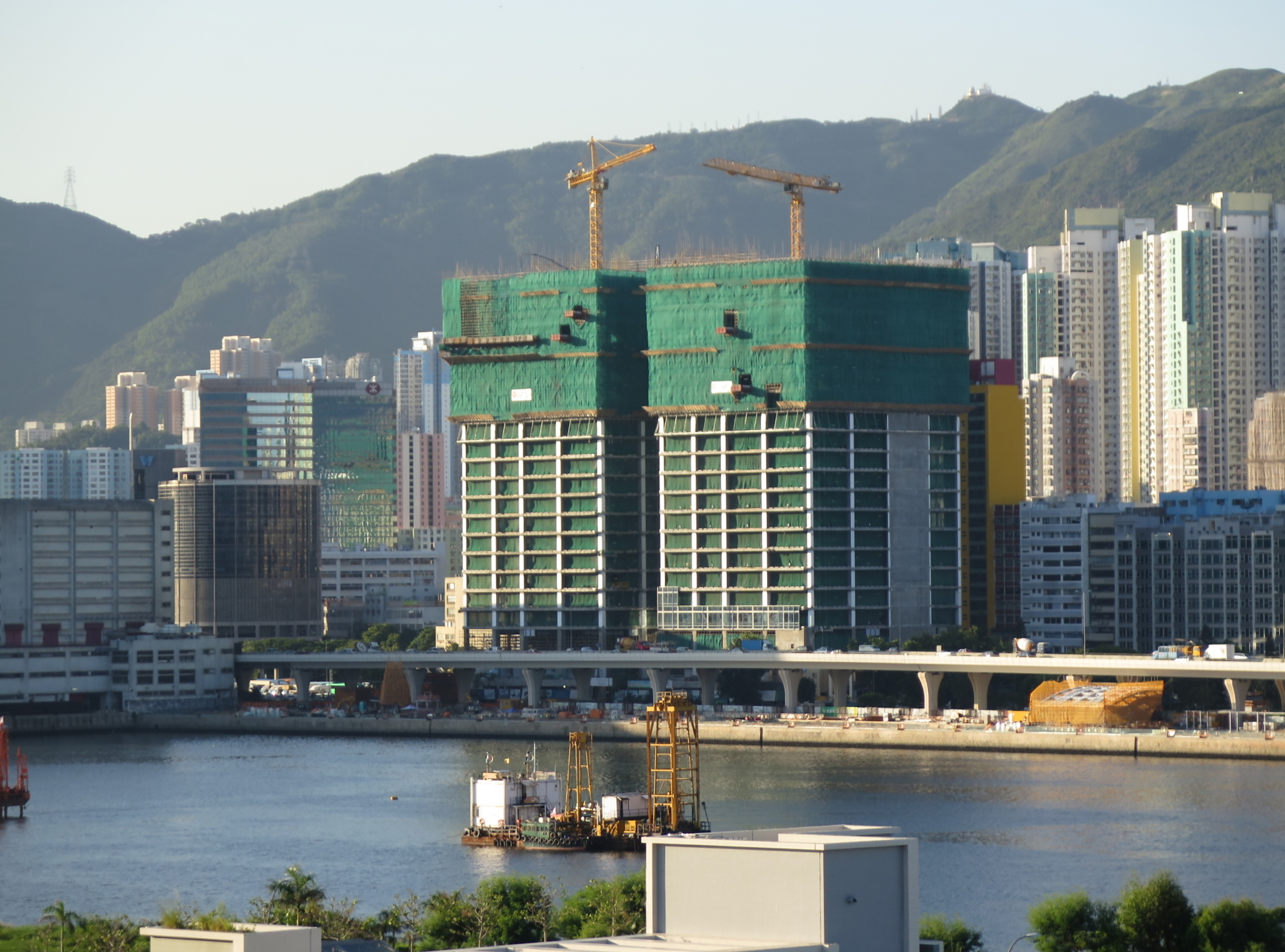
興建中的One Bay East （2014年7月）
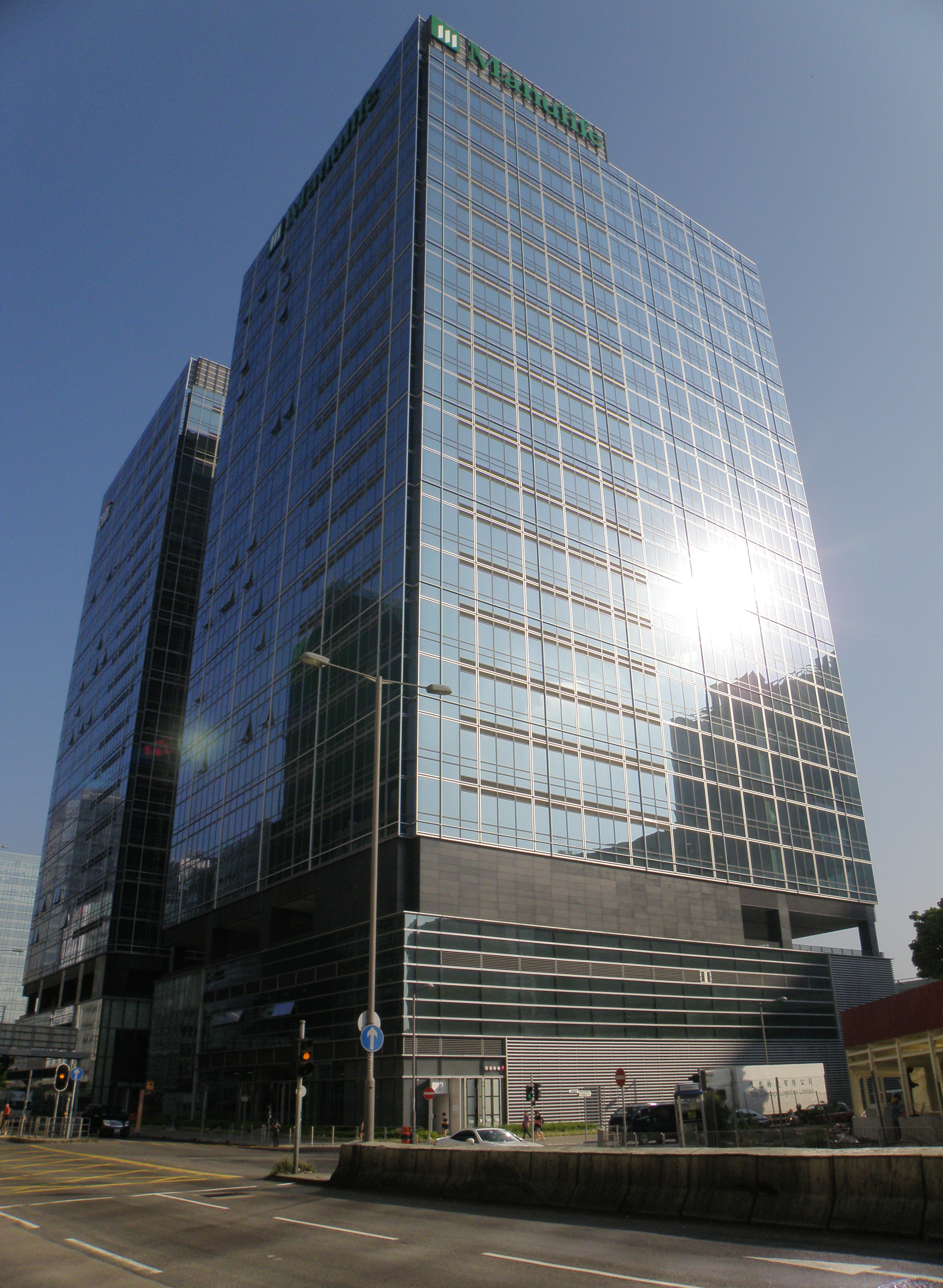
準備入伙的One Bay East （2015年9月）
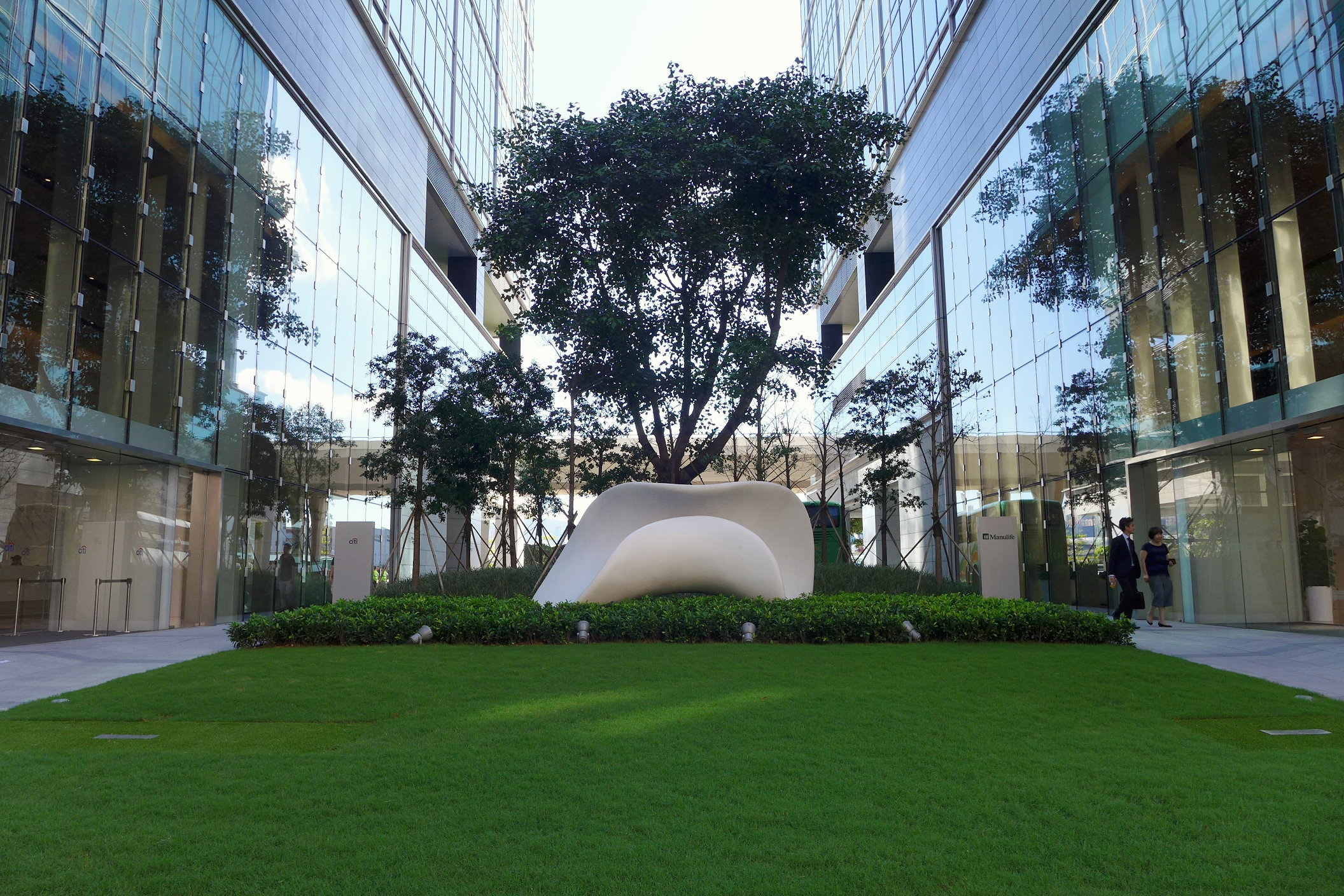
One Bay East地面廣場

## 租戶
宏利大樓地下設Hana-Musubi 華御結及Starbucks。東座花旗大樓1樓 Pacific Coffee及會所1號ClubONE One Bay East婚宴場地；地下則設花旗銀行分行。

## 附近建築
One Bay East毗鄰海濱匯、啓匯、香港綠景NEO大廈及宏利廣場。從One Bay East步行至港鐵牛頭角站約需10分鐘。
- 海濱匯
- 啓匯
- 香港綠景NEO大廈
- 宏利廣場
- 港鐵牛頭角站

## 外部連結
- 會德豐地產介紹（页面存档备份，存于）
- 起動九龍東介紹（页面存档备份，存于）